# 磯部正春

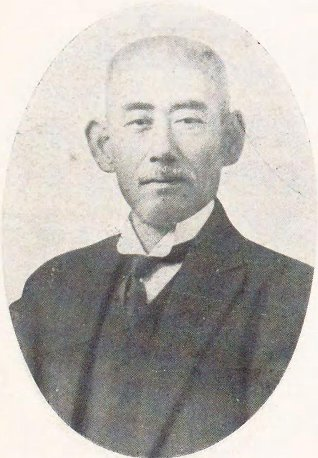
磯部正春

磯部 正春（いそべ まさはる、元治元年3月8日（1864年4月13日） - 昭和3年（1928年）10月12日）は、日本の農商務官僚。錦鶏間祗候。旧名は百輔。

## 経歴
山口県出身。1890年（明治23年）、東京帝国大学法科大学を卒業。農商務試補、法制局試補、鉄道庁事務官、農商務省特許局審判官、農商務省参事官、同書記官、特許局長、農商務省鉱山局長を歴任した。1917年（大正6年）3月に退官し、同年6月21日に錦鶏間祗候となった。
その後、産業組合中央金庫監事を務めた。

## 家族
- 父・磯部省三 ‐ 毛利藩士。[4]
- 弟・武田恭作 (1867-1945) ‐ 大日本鉱業社長。東京帝国大学工科大学採鉱冶金科卒の工学博士で、藤田組を経て1904年に独立。妻は藤田伝三郎の姪。娘婿に浅野良三（浅野総一郎二男）、太田新吉などがいる。[5][6]
- 娘婿・松井石根 ‐ 長女の夫。[4]
- 娘婿・岡俊二 ‐ 二女の夫。[4]

## 栄典
- 1905年（明治38年）5月1日 - 正五位[7]